# Alineament Nacional
Alineament Nacional (grec Εθνική Παράταξη, Ethniki Parataxis, EP) fou un partit polític grec d'ideologia nacionalista i conservadora que es va presentar a les eleccions legislatives gregues de 1977 i va obtenir el 7% dels vots amb 5 escons. Fou fundat per Stefanos Stefanopoulos, antic ministre durant l'Apostasia de 1965 que abandonà Nova Democràcia de Konstandinos Karamanlís perquè era massa orientada al centre i perquè va fer massa concessions a l'esquerra, com la legalització del Partit Comunista de Grècia i l'empresonament dels dirigents de la junta militar que governà el país de 1967 a 1974. El seu portaveu al Parlament Hel·lènic fou Spyros Theotokis, ex membre de la Unió Nacional Radical. Tot i que el partit no era oficialment monàrquics, Theotokis es mostrà defensor del dret monàrquic.
Després de les eleccions legislatives gregues de 1981 el partit es tornà a fusionar amb Nova Democràcia gràcies a algunes concessions fetes per Giorgios Ral·lis i donà com a raó el seu desig d'evitar la divisió del front antimarxista. Theotokis, que en aquell moment era diputat al Parlament europeu, va obtenir un escó parlamentari a les eleccions com a diputat de Nova Democràcia.

## Resultats electorals

### Eleccions legislatives
| Any  | Vots    | %    | Escons  | +/- | Pos. |
| ---- | ------- | ---- | ------- | --- | ---- |
| 1977 | 349,988 | 6.82 | 5 / 300 | Nou | 5è   |